# Sachsia
 Sachsia   Griseb., 1866 è un genere di piante angiosperme dicotiledoni della famiglia delle Asteraceae, sottofamiglia Asteroideae, tribù Inuleae e sottotribù Plucheinae.

## Etimologia
Il nome del genere è stato dato in onore del fisiologo tedesco F. G. J. von Sachs (1832–1897).
Il nome scientifico del genere è stato definito dal botanico August Heinrich Rudolf Grisebach (1814-1879) nella pubblicazione " Catalogus Plantarum Cubensium, exhibens collectionem Wrightianam aliasque minores ex insula Cuba missas, quas recensuit A. Grisebach. Lipsiae" ( Cat. Pl. Cub. [Grisebach] 150 ) del 1866.

## Descrizione
Portamento. Le specie di questo genere sono delle erbe perenni di tipo scaposo.
Fusto. La parte sotterranea del fusto consiste prevalentemente in rizomi allungati con radici fibrose. La parte aerea del fusto in genere è sprovvista di condotti di resina. Generalmente il floema è privo di strati fibrosi; inoltre sono assenti i tessuti latticiferi. Altezza media: 10-60 cm.
Foglie. Le foglie sono disposte in modo alternato alla base dei fusti (formano delle rosette basali) e sono sessili. La lamina dalle forme da obovate a oblanceolate o spatolate è di tipo pennatifida con bordi dentati. Le facce abassiali sono più o meno sericee e ghiandolari, quelle adassiali sono glabre (lucide con venature rilevanti di tipo reticolato).
Infiorescenza. Le infiorescenze sono formate da capolini sia solitari che in formazioni corimbose. I capolini eterogami possono essere di tipo sia radiato che disciforme. I capolini sono formati da un involucro composto da brattee disposte in modo embricato al cui interno un ricettacolo fa da base ai fiori ligulati periferici o fiori del raggio e ai fiori tubulosi quelli centrali o del disco. L'involucro può variare da cilindro-ovoidale a urceolato. Le brattee, con forme da lanceolate-ovate a lanceolate-lineari, sono disposte generalmente su 5-6 righe; hanno consistenza erbacea o cartilaginea, ma senza margini ialini; gli stereomi non sono divisi. Il ricettacolo, piatto, è sprovvisto di pagliette (a protezione della base dei fiori). Diametro dell'involucro: 2-3 mm.
Fiori.  I fiori sono tetra-ciclici (formati cioè da 4 verticilli: calice – corolla – androceo – gineceo) e pentameri (calice e corolla formati da 5 elementi). Si distinguono in:
- fiori del raggio (esterni): sono femminili (e fertili) e sono disposti su una o più serie; la forma è ligulata (zigomorfa);
- fiori del disco (centrali): sono più numerosi (6-18) con forme brevemente tubulose (attinomorfe); sono ermafroditi o funzionalmente maschili.

- Formula fiorale:

*/x K {\displaystyle \infty }, [C (5), A (5)], G 2 (infero), achenio
- Calice: i sepali del calice sono ridotti ad una coroncina di squame.

- Corolla:

- fiori del raggio: la forma della corolla alla base è più o meno tubulosa-imbutiforme, mentre all'apice è ligulata; la ligula può terminare con alcuni (3) denti; il colore è biancastro
- fiori del disco: la forma è tubulare bruscamente divaricata in 4-5 brevi lobi; il colore è porpora sbiadito.

- Androceo: l'androceo è formato da 5 stami sorretti da filamenti generalmente liberi; gli stami sono connati e formano un manicotto circondante lo stilo; le teche (produttrici del polline) sono troncate e non sono speronate. La base delle antere è codata. Il tessuto dell'endotecio è a forma polarizzata. Le cellule del collare dei filamenti sono piatte o di tipo mammelloso.

- Gineceo: il gineceo ha un ovario uniloculare infero formato da due carpelli.[5] Lo stilo è unico e indiviso.Gli stigmi spesso sono provvisti di peli acuti che terminano sopra la biforcazione, oppure da peli ottusi che terminano ben al di sotto della biforcazione. Le superfici stigmatiche confluiscono all'apice, mentre alla base sono separate in due distinte linee (lignee stigmatiche marginali[7]). Il polline è spinuloso.

Frutti.  I frutti sono degli acheni con pappo. Gli acheni hanno delle forme da cilindriche a strettamente ellissoidi con 8-12 coste longitudinali. Il pappo è formato da libere setole capillari o barbate disposte su una sola serie.

## Biologia
Impollinazione: l'impollinazione avviene tramite insetti (impollinazione entomogama tramite farfalle diurne e notturne).

Riproduzione: la fecondazione avviene fondamentalmente tramite l'impollinazione dei fiori (vedi sopra).

Dispersione: i semi (gli acheni) cadendo a terra sono successivamente dispersi soprattutto da insetti tipo formiche (disseminazione mirmecoria). In questo tipo di piante avviene anche un altro tipo di dispersione: zoocoria. Infatti gli uncini delle brattee dell'involucro (se presenti) si agganciano ai peli degli animali di passaggio disperdendo così anche su lunghe distanze i semi della pianta. Inoltre per merito del pappo (se presente) il vento può trasportare i semi anche a distanza di alcuni chilometri (disseminazione anemocora).

## Distribuzione e habitat
Le specie di questo genere sono distribuite nelle Indie Occidentali (America centrale) e Florida (USA).

## Sistematica
La famiglia di appartenenza di questa voce (Asteraceae o Compositae, nomen conservandum) probabilmente originaria del Sud America, è la più numerosa del mondo vegetale, comprende oltre 23.000 specie distribuite su 1.535 generi, oppure 22.750 specie e 1.530 generi secondo altre fonti (una delle checklist più aggiornata elenca fino a 1.679 generi). La famiglia attualmente (2021) è divisa in 16 sottofamiglie; la sottofamiglia Asteroideae è una di queste e rappresenta l'evoluzione più recente di tutta la famiglia.

### Filogenesi
La tribù Inuleae (comprendente le Inulinae) è una delle 21 tribù della sottofamiglia Asteroideae). Da un punto di vista filogenetico, la tribù Inuleae, all'interno della sottofamiglia, fa parte del gruppo "Helianthodae". La sottotribù Plucheinae  è caratterizzata da corolle con varie tonalità di rosa, malva o porpora, con stigmi ricoperti di peli acuti, ma senza la caratteristica di avere dei grandi cristalli di ossalato nelle cellule dell'epidermide dell'achenio.
La sottotribù è divisa in vari subcladi. Il genere di questa voce appartiene ad un clade interno dei Caraibi con poche specie con capolini radiati o disciformi e foglie raccolte in rosette basali.
I caratteri distintivi del genere sono:
- il portamento consiste in erbe delicate con rosette basali;
- i capolini sono disciformi o radiati;

Il numero cromosomico delle specie di questo genere è: 2n = 20.

### Elenco delle specie
Questo genere ha 3 specie:
- Sachsia coronopifolia (Griseb.) Anderb.
- Sachsia polycephala  Griseb.
- Sachsia tricephala  Griseb.

### Sinonimi
Sono elencati alcuni sinonimi per questa entità:
- Rhodogeron Griseb.